# Euphyia inamorata
Euphyia inamorata là một loài bướm đêm trong họ Geometridae.